# Alfred Loewy
Alfred Loewy (Rawicz, 20 giugno 1873 – Friburgo in Brisgovia, 25 gennaio 1935) è stato un matematico tedesco oggi meglio conosciuto per il suo contributo alla teoria della rappresentazione. Gli anelli Loewy, la lunghezza Loewy, la decomposizione Loewy e la serie Loewy prendono il nome da lui.
Furono tra i suoi allievi Wolfgang Krull e Friedrich Karl Schmidt.